# Alexa Kaminski
Alexa Kaminski (* 17. Februar 2000 in Braunschweig) ist eine deutsche Volleyballspielerin.

## Karriere
Kaminski begann ihre sportliche Karriere beim USC Braunschweig, Mit 15 Jahren ging sie zur Nachwuchsmannschaft VC Olympia Schwerin, wo sie im Sportinternat ausgebildet wurde und in der 2. Bundesliga spielte. Mit der Junioren-Nationalmannschaft nahm die Zuspielerin 2017 an der U18-Weltmeisterschaft in Argentinien teil und erreichte den sechsten Platz. 2018 wechselte Kaminski zum Olympiastützpunkt Berlin, um für den VC Olympia Berlin in der Bundesliga anzutreten. Von 2019 bis 2023 spielte sie für den Zweitligisten Bayer Leverkusen.
 